# (6025) Naotosato
(6025) Naotosato est un astéroïde de la ceinture principale.

## Description
(6025) Naotosato est un astéroïde de la ceinture principale. Il fut découvert le 30 décembre 1992 à Oohira par Takeshi Urata. Il présente une orbite caractérisée par un demi-grand axe de 3,02 UA, une excentricité de 0,07 et une inclinaison de 9,0° par rapport à l'écliptique.

## Compléments